# 東葉高等学校
東葉高等学校（とうようこうとうがっこう）は、千葉県船橋市飯山満町にある私立高等学校。通称は「東葉高校（とうようこうこう）」だが、年配者の間では今でも「船女（ふなじょ）」と呼ぶ場合がある。

## 学科
- 全日制課程　普通科

## 沿革
- 1925年（大正14年） - 教育者の賀川宣勝[注釈 1]と古賀米吉[注釈 2]によって船橋実科高等女学校として開校。
- 1928年（昭和3年） - 船橋高等女学校に改称
- 1948年（昭和23年） - 船橋学園女子中学校・高等学校となる。
- 1996年（平成8年） - 東葉高等学校と改称、校地を船橋市宮本六丁目から現校地に移転。
- 2005年（平成17年） - 男女共学となる。
- 2007年（平成19年） - 通信制課程を開設
- 2020年（令和2年）3月 - 通信制課程の新入生募集停止[1]

## 東葉門（旧近藤四郎左衛門家長屋門）

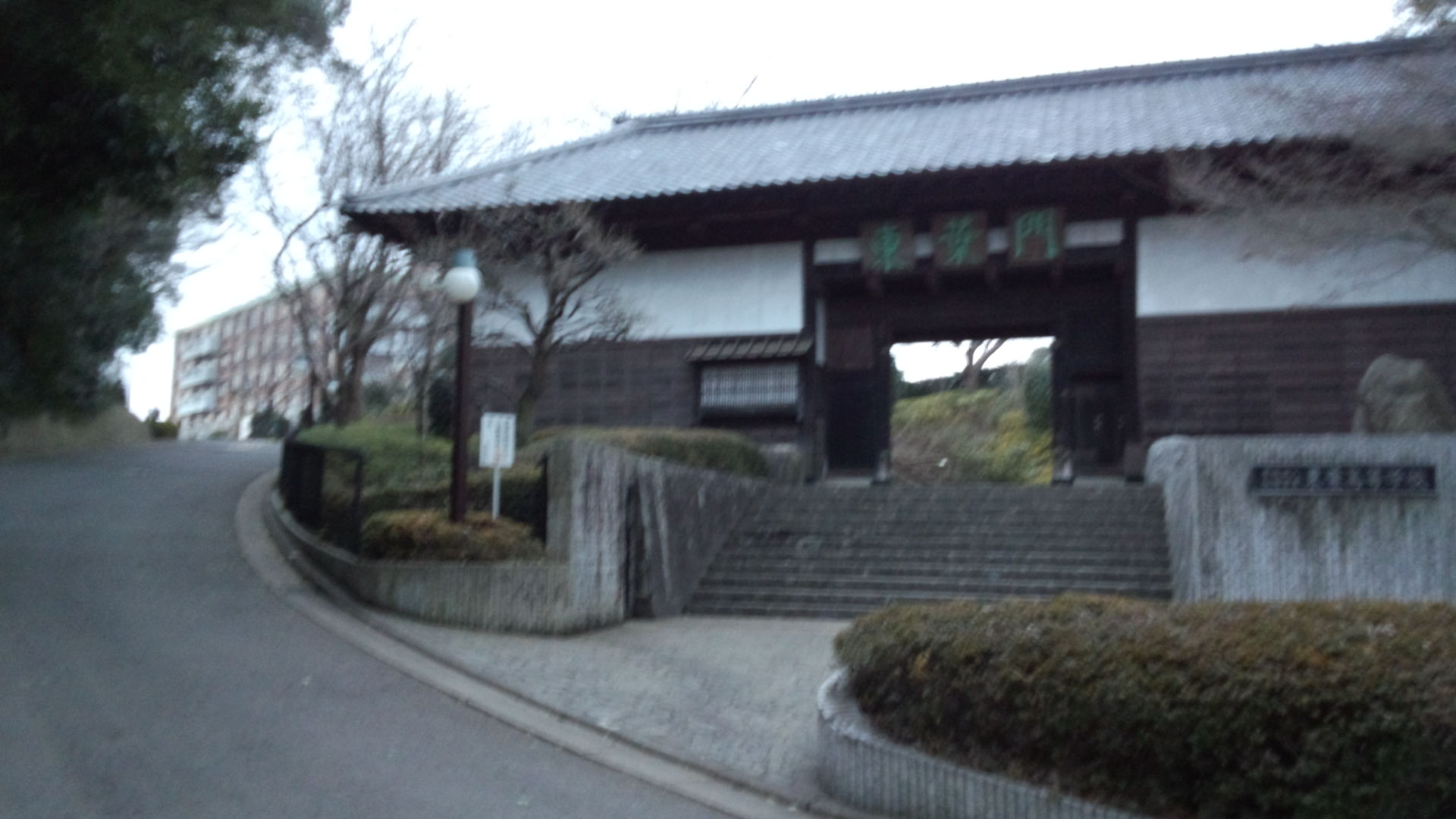
東葉門（旧近藤四郎左衛門家長屋門）

### 歴史
この正門は明治中期に上飯山満村（現在の飯山満町）の旧家近藤四郎左衛門家の屋敷の長屋門として造られたもので、桁行11巻2尺（約20.6m）・梁間2間半（約4.5m）ある。東葉高等学校が近藤家の屋敷跡に移転するのにあたり修復され、現在は「東葉門」の名称で同校の正門として活用されている。 また、この門は国の登録有形文化財に登録されており、日々通学門として親しまれている。

### 旧家近藤四郎左衛門家
近藤四郎左衛門家は、江戸時代において上飯山満村の名主総代を務めていた豪農で、苗字・帯刀を許され、江戸時代末期には同村に接していた小金下野牧と呼ばれた幕府管轄の牧場の管理（牧士）を命じられた家柄だった。

## アクセス
- 飯山満駅・前原駅より徒歩15分
- 船橋駅・東船橋駅より船橋新京成バス

## 著名な出身者
- 若水ヤエ子（女優） ※中退
- 根本美佐子（作家）